# Campanha presidencial de Joe Biden em 2020
A campanha presidencial de Joe Biden em 2020 foi anunciada em 25 de abril de 2019, com um anúncio em vídeo. Joe Biden, ex-vice-presidente dos Estados Unidos durante a presidência de Barack Obama e senador pelo estado de Delaware, havia sido alvo de especulações generalizadas como potencial candidato em 2020, depois de se recusar a ser candidato nas eleições de 2016.
Biden é descrito como um político moderado, apesar de ter descrito a si mesmo como um progressista. Suas posições políticas abrangem: a codificação do caso Roe v. Wade em forma de estatuto possibilitando leis mais flexíveis sobre o aborto, uma alternativa pública para os sistemas de saúde, descriminalização do uso recreativo de cannabis, aprovação do Ato de Igualdade, colégios universitários públicos e fortalecimento da política do Green New Deal. 
Por ter sido um Vice-presidente, Biden iniciou sua campanha presidencial em 2020 com considerável reconhecimento público. Desde seu anúncio como candidato até o início do período eleitoral, Biden foi considerado o candidato de maior identificação com as propostas do Partido Democrata. O ex-vice-presidente liderou as pesquisas de opinião pública ao longo do ano de 2019, mas não encabeçou as primárias estaduais de Iowa e Nova Hampshire. Em 29 de fevereiro de 2020, Biden venceu as primárias da Carolina do Sul, fortalecendo sua tentativa de nomeação pelo partido. Em março de 2020, dez antigos pré-candidatos apoiaram sua candidatura, totalizando 12 apoios formais a candidatura de Biden. Em 8 de abril, o senador Bernie Sanders desistiu de sua candidatura e Biden tornou-se o provável candidato presidencial do Partido Democrata. 
Em junho de 2020, Biden alcançou o número mínimo de delegados para sua nomeação. Em 11 de agosto, a então senadora Kamala Harris foi anunciada como candidata a Vice-presidente em sua chapa eleitoral. Nos dias 18 e 19 de agosto, Biden e Harris foram oficialmente confirmados na Convenção Nacional Democrata, tornando Biden o primeiro ex-Vice-presidente a ser nomeado candidato presidencial desde a candidatura de Walter Mondale em 1984. Por sua vez, Harris tornou-se a primeira ásio-americana, a primeira mulher afro-americana e a terceira mulher a concorrer como vice-presidente na história do país. 
As pesquisas de opinião para a eleição mostravam a chapa Biden-Harris como líder na corrida presidencial. Ao contrário do Presidente Trump que, no meio de uma pandemia, continuou a apostar em grandes comícios, Biden preferiu eventos menores. No final, o medo de um segundo mandato de Donald Trump acabou dominando os eleitores e Biden seguiu para as urnas, em 4 de novembro, como favorito, mas por uma margem apertada. Em 7 de novembro, quatro dias após a eleição, Biden e Harris foram declarados oficialmente os vencedores da eleição.

## Antecedentes

### Campanhas anteriores

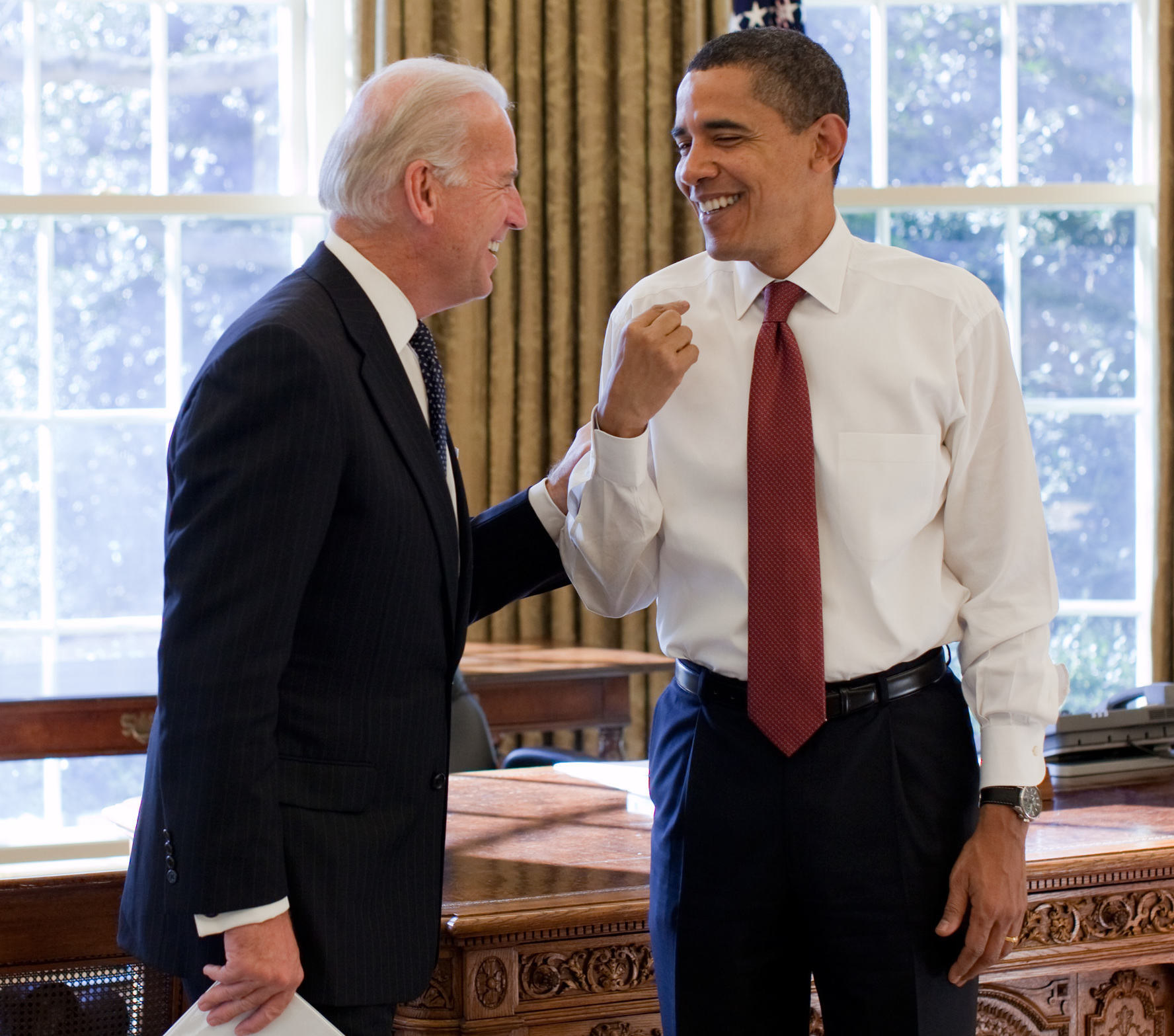
Joe Biden e Barack Obama, então respectivos Vice-presidente e Presidente, no Salão Oval da Casa Branca, dois dias após sua posse presidencial de 2009.

A campanha presidencial de Biden em 2020 é sua terceira candidatura a Presidente dos Estados Unidos. Sua primeira campanha ocorreu nas primárias do Partido Democrata de 1988, quando foi inicialmente considerado um dos candidatos mais fortes. No entanto, jornais revelaram uma tentativa de plágio por parte de Biden nos registros escolares e discursos, um escândalo que acarretou em sua desistência da disputa eleitoral em setembro do ano seguinte.
Biden se lançou novamente como candidato nas primárias do Partido Democrata de 2008, onde focou em seu plano de resolver a Guerra do Iraque através de um sistema de federalização. Assim como sua primeira tentativa presidencial, Biden não conseguiu apoio e delegados suficientes para dar seguimento a campanha e retirou seu nome da disputa em 3 de janeiro de 2008, após seu fracassado desempenho do caucus de Iowa. Posteriormente, Biden foi nomeado candidato a vice-presidente na chapa de Barack Obama, que viria a ser eleito. Ambos foram empossados em 20 de janeiro de 2009.

### Especulações
Ainda enquanto Vice-presidente, Joe Biden já era visto como um potencial candidato a suceder Barack Obama nas eleições presidenciais de 2016. Em 21 de outubro de 2015, após a morte de seu filho Beau, Biden anunciou sua desistência em concorrer a Casa Branca pelo Partido Democrata.
Em 5 de dezembro de 2016, durante uma visita ao Senado dos Estados Unidos com repórteres, Biden recusou-se a palpitar uma potencial candidatura a presidência nas eleições seguintes. Dois dias depois, no entanto, o então vice-presidente reafirmou sua ambivalência durante uma participação no programa The Late Show with Stephen Colbert, onde afirmou que "nunca se diz nunca" quando questionado sobre uma possível candidatura em 2020. No mesmo programa televisivo, Biden afirmou que não enxergava um cenário eleitoral para sua candidatura futura. Em 13 de janeiro de 2017, exatamente uma semana antes do fim de seu mandato como vice-presidente, Biden publicou uma nota deixando transparecer sua intenção em concorrer a Casa Branca, afirmando "Eu vou 'correr' se puder andar" (em ingles, a palavra "run" equivale tanto a "correr" quanto "disputar"). Em setembro de 2017, Ashley Biden disse acreditar no desejo de seu pai pela presidência em 2020.

### Time for Biden
Em janeiro de 2018 foi criado um comitê de ação política intitulado "Time for Biden" para elevar o apoio à candidatura de Biden nas primárias do Partido Democrata. O comitê foi criado por Matthew Graf de Rock Island (Illinois) e Collin West de East Moline, ambos do estado do Illinois. Apesar de apoiar a candidatura de Biden nas primárias partidárias, o grupo não foi formalmente afiliado por ele nem patrocinado por nenhum político em si. Os fundadores também afirmaram que no caso de um aceno de Biden, os recursos do comitê seriam somados aos oficiais da campanha do candidato. A organização, no entanto, enfrentou críticas de opositores que consideravam sua fundação uma antecipação do calendário eleitoral estadunidense.

## Campanha

### Anúncio

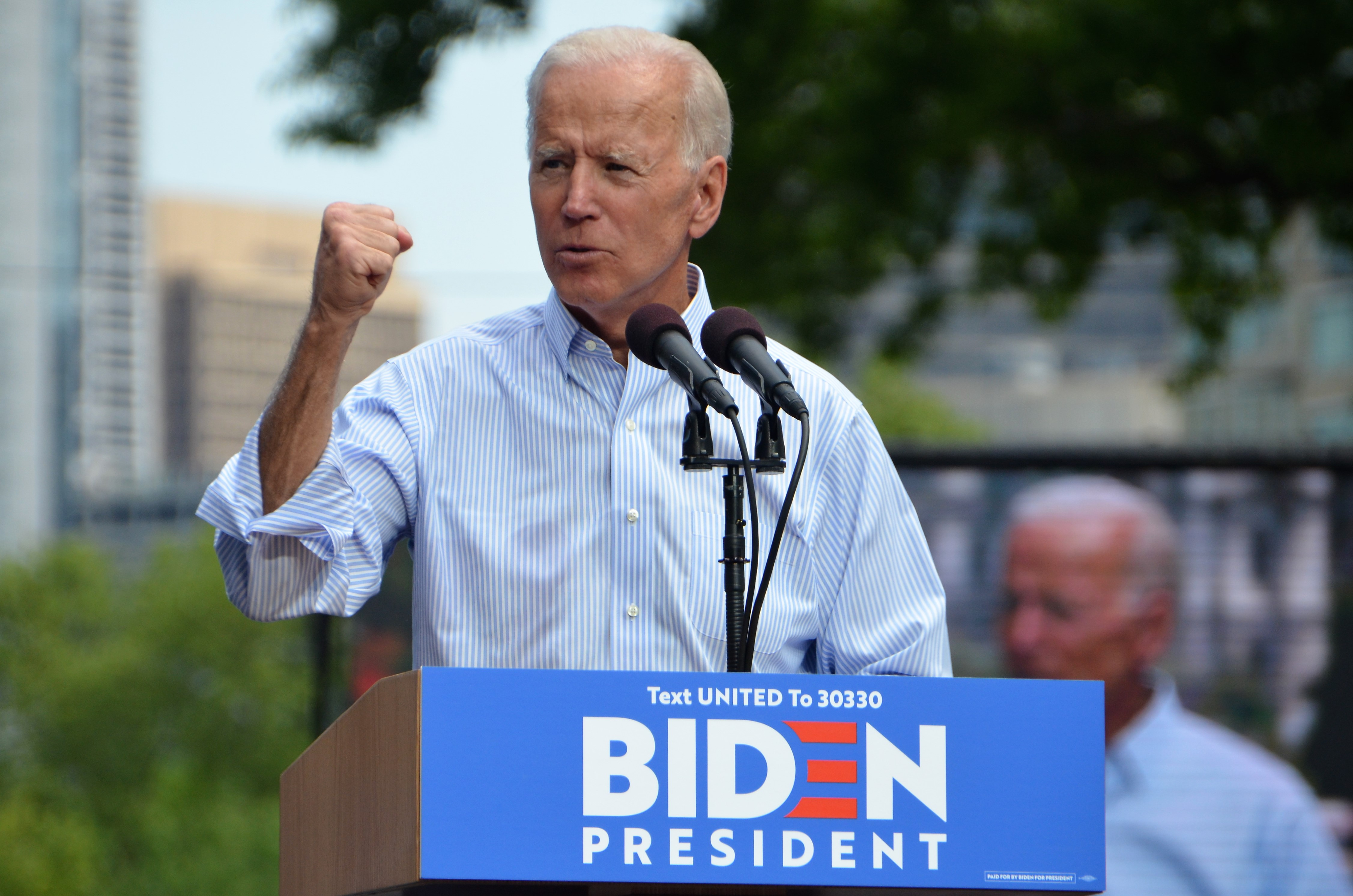
Biden discursa em evento de lançamento da campanha na Filadélfia, em 18 de maio de 2019.

Em 12 de março de 2019, Biden disse a um grupo de apoiadores que poderia precisar de sua energia "nas próximas semanas". Cinco dias depois, durante um jantar em Dover, Biden acidentalmente anunciou que seria um candidato presidencial.
Em 19 de abril de 2019, o jornal The Atlantic anunciou que Biden planejou anunciar oficialmente sua campanha cinco dias depois através de um comunicado de vídeo seguido de um evento partidário em Filadélfia ou Charlottesville. Nos dias anteriores ao lançamento esperado, vários apoiadores tradicionais do Partido Democrata foram convidados a contribuir com seu comitê campanha, que seria então conhecido como "Biden for President". Informações subsequentes indicaram que os planos de Biden permaneciam incertos, sem datas, locais ou mais informações sobre o lançamento da campanha; associados do candidato continuaram a planejar um evento de arrecadação no dia 25 de abril na Filadélfia que seria apresentado pelo vice-presidente executivo da Comcast David L. Cohen, mas, a concretização do anúncio ainda era incerta uma vez que os convites a doações à campanha continuavam no ar. Em 23 de abril, foi anunciado que Biden entraria oficialmente na disputa dois dias depois para não ofuscar um fórum sobre mulheres afro-americanas que ocorreu no mesmo período.
Em 25 de abril de 2019, Biden lançou um vídeo anunciando formalmente sua campanha nas primárias do Partido Democrata. Em 22 de maio, a revista Ebony divulgou que Biden havia começado a reunir sua equipe de campanha na cidade de Filadélfia. Sua equipe inclui o gerente de campanha Greg Schultz e o diretor de estratégias comunicativas Kamau Mandela Marshall, que haviam colaborado anteriormente na Administração Obama, bem como outros consultores e conselheiros das campanhas presidenciais de Obama. Além disto, em 31 de maio, a campanha de Biden anunciou o congressista Cedric Richmond como vice-presidente nacional do comitê.

### Financiamento e estratégias

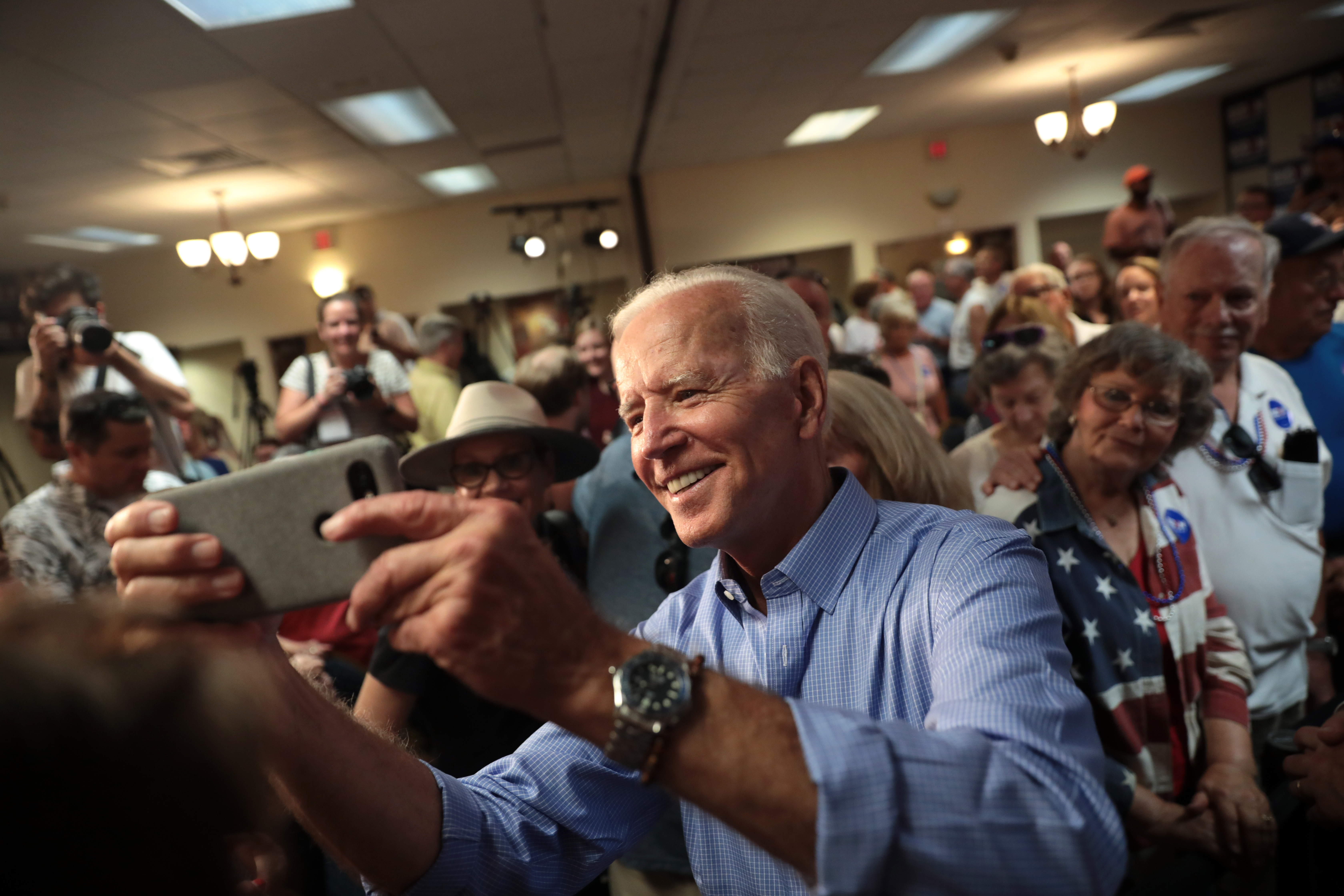
Biden em evento comunitário em Marshalltown, 2019.

Em 26 de abril de 2019, a equipe de campanha de Biden anunciou a arrecadação de 6.3 milhões de dólares nas primeiras 24 horas, ultrapassando o arrecadado por outros candidatos a nomeação partidária no mesmo período. As arrecadações de Biden vieram de 128 mil contribuintes individuais, equivalente somente a campanha de Beto O'Rourke, mas 40% menor do que a campanha de Bernie Sanders, que teve 223 mil contribuintes no primeiro dia completo de arrecadação.
De acordo com o Politico, a campanha de Biden é conduzida na premissa de que a base Democrata não é liberal ou jovial como percebido. Secretamente, várias consultores de Biden reconhecem que sua teoria é baseada em pesquisas de intenção de voto e tendências eleitorais, contendendo que a mídia impulsiona a ideia de um eleitorado hiper-progressista sendo propagado por uma bolha do Twitter e fora de questão com a média das fileiras do partido. Em abril de 2019, Biden disse a jornalistas que "o fato em questão é a vasta maioria dos membros do Partido Democrata ser basicamente de Democratas liberais a moderados no sentido tradicional." Biden também descreveu a sim mesmo como um "Democrata Obama-Biden". Um conselheiro da campanha não identificado afirmou que "existe uma grande desconexão entre a narrativa da imprensa e o que o eleitora das primárias parece e pensa, contra a narrativa da mídia e a narrativa do Twitter". "O universo das primárias Democratas é muito menos liberal. É mais antiga do que vocês pensam que é", acrescentou na ocasião. Entre 25 de abril e 25 de maio, a campanha de Biden gastou 83% de seu total de 1 milhão de dólares de donativos recebidos através do Facebook em publicidade volta ao eleitorado acima de 45 anos.
Biden, juntamente com Bernie Sanders, já foi reconhecido como o candidato com chances mais expressivas de derrotar Donald Trump nas eleições gerais. De acordo com Washington Post, isto se deve provavelmente a suas políticas mais moderadas ou pela visão do eleitorado e de setores do partido de que um candidato homem e branco seira "mais elegível". Joe Biden afirmou que seu filho Beau Biden, morto após uma longa batalha contra um tumor cerebral em 2015, seria o candidato presidencial caso estivesse vivo. Ao longo de todo o ano de 2019, Biden liderou todas as pesquisas de intenções de votos.

### Desempenho nas primárias

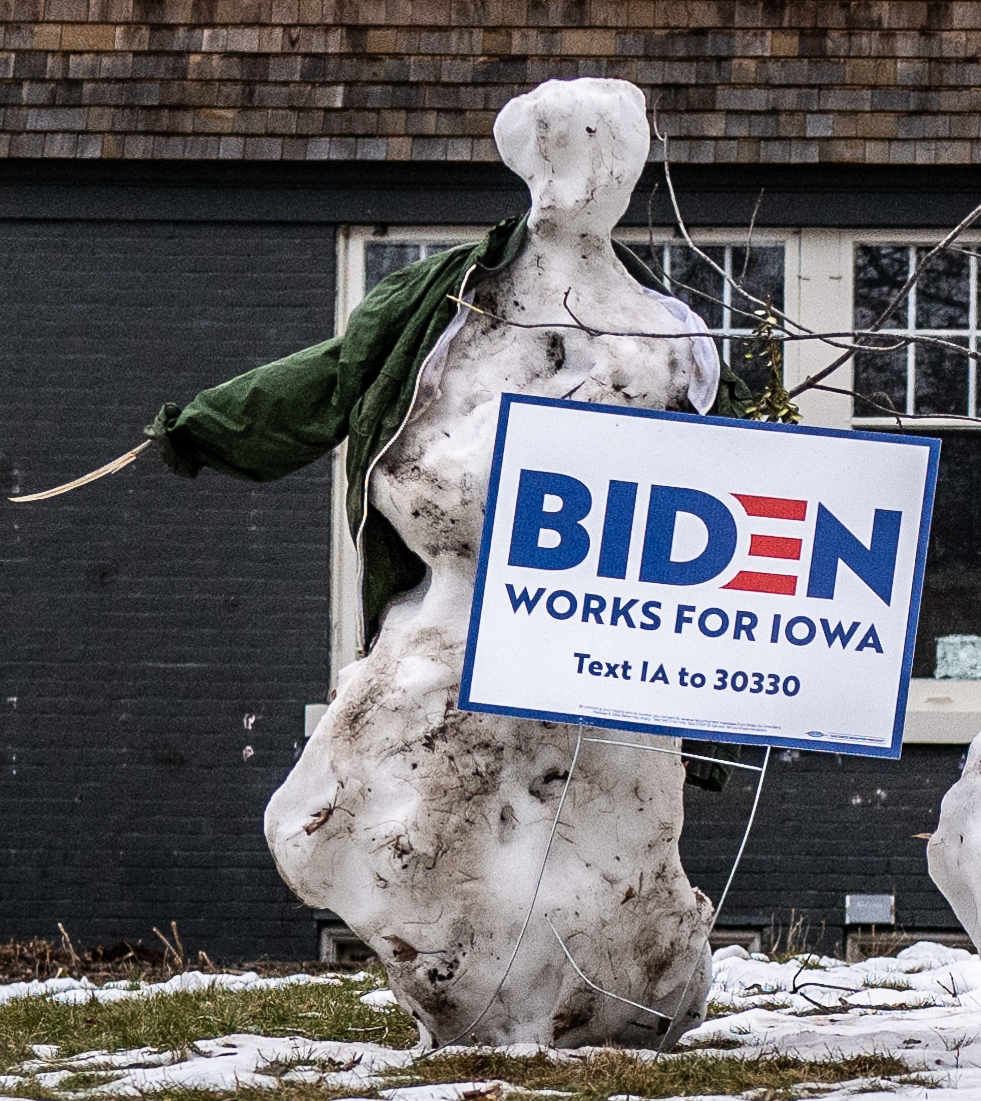
Boneco de neve com um anúncio da campanha de Biden pelas primárias, em Des Moines, fevereiro de 2020.

Em 3 de fevereiro de 2020, Biden encerrou o caucus de Iowa em quarto lugar, conquistando o voto de seis delegados. Nas primárias de Nova Hampshire ocorridas em 11 de fevereiro, Biden terminou em quinto lugar e não obteve os 15% de votos necessários. Após suas participações mal sucedidas em Iowa e Nova Hampshire, certos veículos de imprensa questionaram se sua figura como um candidato proeminente e de alta preferência era realmente factual. 

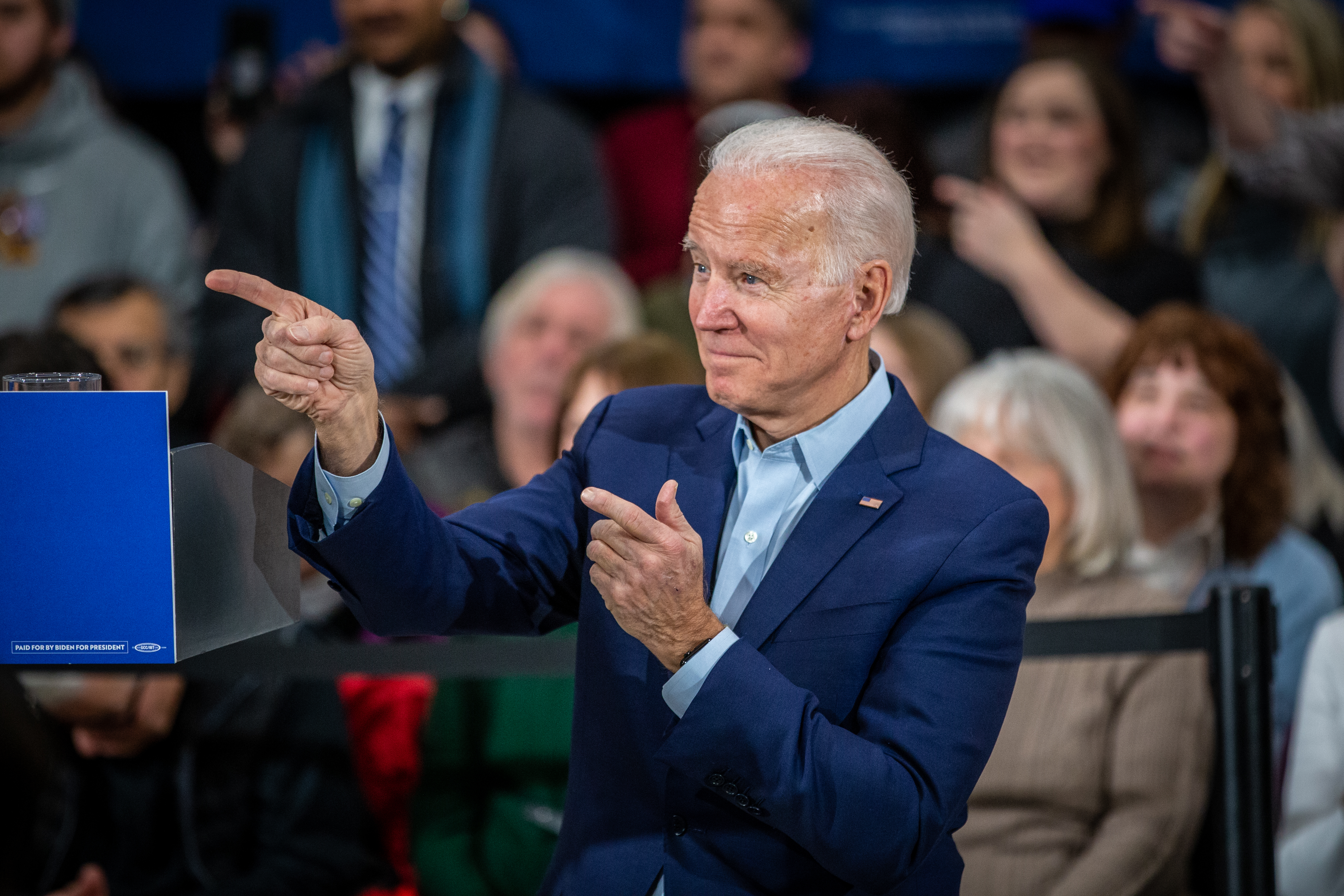
Biden durante um evento de campanha em Des Moines, janeiro de 2020.

Biden venceu as primárias da Carolina do Sul, ocorridas em 29 de fevereiro. Biden venceu em todos os 46 condados do estado, recebendo 48.7% dos votos populares e cerca de 39 delegados. A vitória foi amplamente atribuída ao apoio de 61% do eleitorado afro-americano. Antes das primárias em 26 de fevereiro, Jim Clyburn apoiou Biden. Muitos citaram o apoio de Clyburn, considerado decisivo entre a comunidade política afro-americana, como uma razão para a ampla margem de vitória de Biden. De acordo com o FiveThirtyEight, o resultado impulsionou suas chances de vencer as primárias dos principais estados (especialmente estados como Carolina do Norte, Texas e Virgínia).
Nas eleições da "Super Terça" em 3 de março, Biden venceu no Alabama, Arkansas, Maine, Massachusetts, Minnesota, Carolina do Norte, Oklahoma, Tennessee, Texas e Virgínia, conquistando um total de 458 delegados e ultrapassando Bernie Sanders na disputa geral. De acordo com uma pesquisa eleitoral, Biden recebeu a maior parte dos votos de eleitores que mudaram de opinião dias antes da eleição. Os chamados "eleitores tardios" também optaram por um candidato que acreditavam ter mais chances de derrotar Donald Trump em detrimento de um candidato que tenha mais identificação com o partido mas sem chances muito claras de vencer.
Em março, Pete Buttigieg, Amy Klobuchar e Michael Bloomberg desistiram da disputa e apoiaram a candidatura de Biden. O ex-Vice-presidente também recebeu apoio de Beto O'Rourke, Cory Booker e Kamala Harris, que haviam encerrado suas respectivas campanhas meses antes das primárias. Em 9 de março, a CNN divulgou que Biden registrava o dobro das intenções de voto com relação a Sanders em um contexto de eleição nacional. No mesmo mês, por conta da pandemia de COVID-19, muitas das primárias que estavam agendadas foram adiadas.

### Nomeação
Pouco antes do 11º Debate Presidencial Democrata, Biden anunciou duas novas políticas progressistas: anular taxas de escolas e universidades públicas para alunos cuja renda familiar não ultrapasse 125 mil dólares e anular dívidas de créditos estudantis durante estado de falência. O debate ocorreu em 15 de março de 2020 e foi o primeiro a incluir somente os finalistas da disputa. Biden anunciou que se conseguisse a nomeação do partido, escolheria uma mulher para integrar sua chapa eleitoral. Em 3 de abril, Biden anunciou que sua campanha iria revelar um comitê para captar candidatos a vice-presidente no mês seguinte.

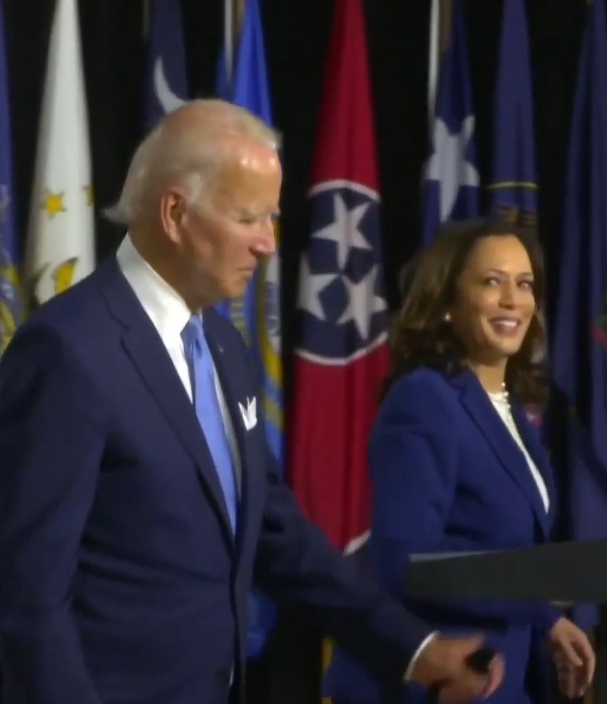
Joe Biden e Kamala Harris em sua primeira aparição juntos como candidatos a presidente e vice, respectivamente.

Em 25 de março, quando questionado sobre um possível debate com Sanders, Biden declarou que "meu foco é apenas lidar com esta crise agora. Não pensei sobre nenhum outro debate. Acho que já tivemos debates o suficiente. Acho que deveríamos focar neste." Em 8 de abril, após a desistência de Sanders, Biden tornou-se o provável candidato do Partido Democrata. No dia seguinte, uma antiga funcionária de seu gabinete no Senado registrou uma acusação de assédio sexual contra Biden, que foi negado por sua equipe de campanha. Em 1 de maio, Biden afirmou que a acusação era totalmente falsa e requisitou do Secretário do Senado uma colaboração com a National Archives para identificação e publicação de quaisquer documentos relevantes sobre o caso.
Em 13 de abril, Bernie Sanders anunciou seu apoio formal a candidatura de Joe Biden e ambos anunciaram a formação de diversas forças-tarefa para trabalhar a junção de propostas políticas. Em 13 de maio, Biden e Sanders anunciaram a Representante Alexandria Ocasio-Cortez, o ex-Secretário de Estado John Kerry, Pramila Jayapal, Vivek Murthy e outros políticos proeminentes como lideranças de tais comitês.
Em 9 de junho, Biden já possuía delegações suficientes para assegurar sua nomeação oficial pelo partido. Em 4 de julho, o músico Kanye West anunciou sua campanha pela presidência. Segundo o jornal Los Angeles Times, isto pode ser "parte de um esforço para afastar o eleitorado afro-americano de Biden e ajudar Trump." Dias depois, a campanha de Biden lançou uma série de recomendações políticas adotadas pelas forças-tarefas que focavam em mudanças climáticas, justiça criminal, economia, educação, saúde e imigração.
Em 5 de agosto, foi divulgado que Biden aceitaria a nomeação do partido em Delaware, estado de sua residência, devido a pandemia de COVID-19. Em 11 de agosto, a então senadora Kamala Harris foi anunciada como sua companheira de chapa. No dia seguinte, os dois políticos fizeram sua primeira aparição públicas juntos durante um evento promocional das campanhas. Em 18 de agosto, a segunda noite da Convenção Nacional Democrata, o partido nomeou oficialmente Biden como candidato nas eleições presidenciais de 2020, tornando-o o primeiro Vice-presidente a ser indicado pelo partido em eleições desde Walter Mondale em 1984. Dois dias depois, Biden publicou um discurso aceitando formalmente a nomeação.

## Apoio
De acordo com o calculado pelo site FiveThirtyEight, Biden foi o pré-candidato mais apoiado por membros proeminentes do Partido Democrata na campanha de 2020. Biden recebeu apoio formal de 12 antigos candidatos nas primárias, incluindo Bernie Sanders, Pete Buttigieg, Michael Bloomberg, Tulsi Gabbard, Amy Klobuchar, Kamala Harris, Cory Booker, Beto O'Rourke, Andrew Yang e outros. Em 14 de abril, quando Biden já era o único grande candidato à nomeação do partido, o ex-presidente Barack Obama declarou seu apoio. Em 27 de abril, a Presidente da Câmara dos Representantes Nancy Pelosi declarou seu apoio. Em 28 de abril, Hillary Clinton - candidata Democrata nas eleições anteriores - declarou seu apoio a Biden.
Biden também têm atraído o apoio de figuras do Partido Republicano, em detrimento do candidato oficial Donald Trump. Em 17 de agosto, um anúncio da iniciativa política Republican Voters Against Trump ("Eleitores Republicanos Contra Trump", em português) contava com a participação de Miles Taylor, antigo chefe de gabinete da ex-Secretária de Segurança Interna Kirstjen Nielsen. No anúncio, Taylor afirma: "Dado o que passei na administração Trump, eu tenho que apoiar Joe Biden para presidente." No fim de agosto, um movimento chamado "Republicanos por Biden" foi lançado com apoio de 25 antigos congressistas do Partido Republicano.

## Posições políticas

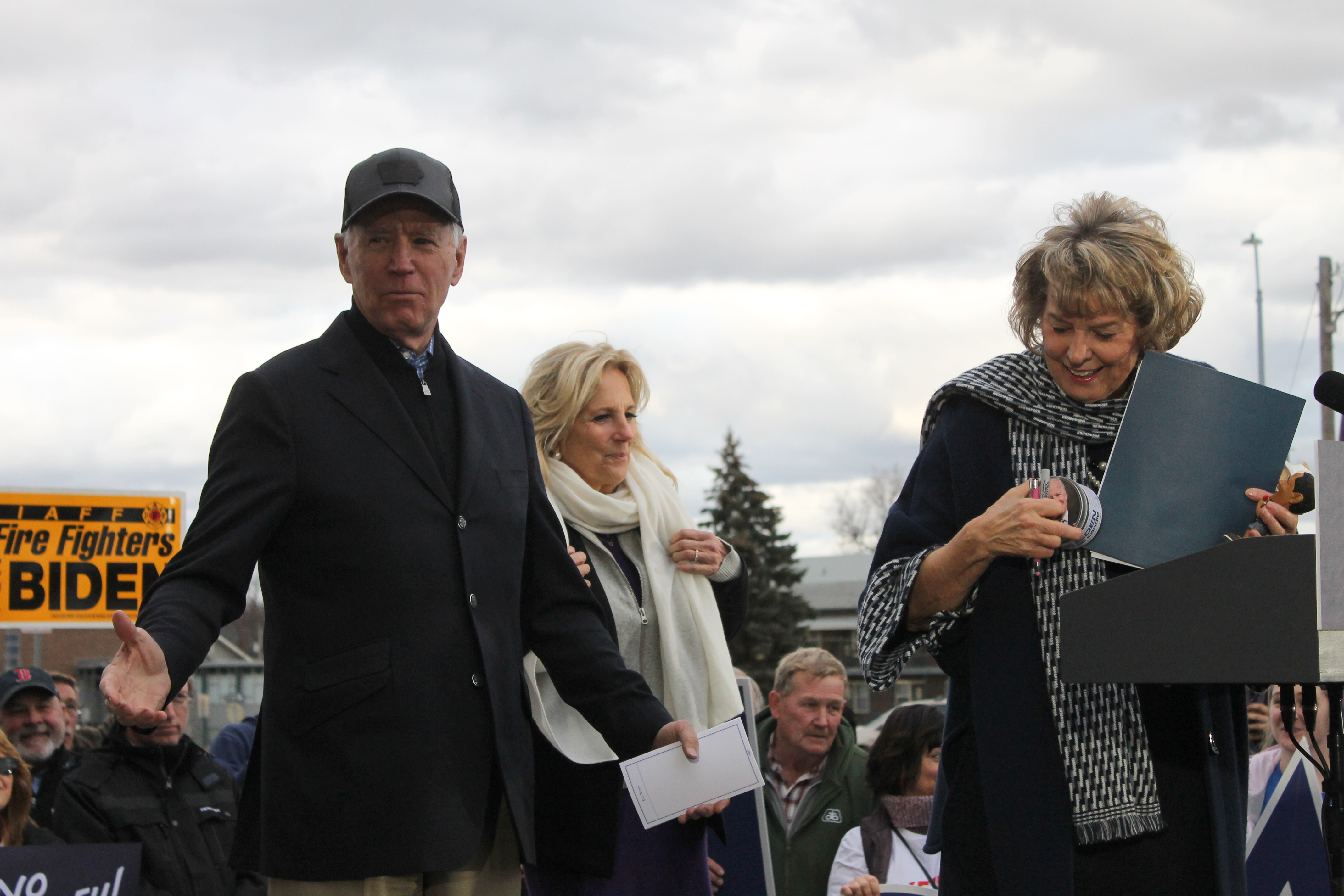
Joe e Jill Biden participam de um evento eleitoral em Council Bluffs, novembro de 2019. Na ocasião, o candidato afirmou: "Se nomeado, vou derrotar Donald".

### Questões sociais
Aborto
Em 21 de maio de 2019, um funcionário do comitê de Biden afirmou ao Associated Press que o candidato apoiaria imediatas leis codificando o caso Roe v. Wade em estatuto. Em 5 de junho, a campanha de Biden confirmou que Biden ainda apoia a Emenda Hyde, algo nunca antes declarado por nenhum candidato Democrata. Segundo a reportagem, Biden também poderia revogar a Emenda Hyde caso as proteções ao acesso a medida Roe v. Wade fossem ameaçadas. No dia seguinte, durante o Comitê Nacional Democrata de Lideranças Afro-Americanas, Biden afirmou que agora é contrário a Emenda Hyde, creditando sua mudança aos recentes esforços dos Republicanos em aprovar leis anti-abortivas em seus estados, o que considera "leis extremas".
Drogas
Biden apoia a descriminalização da cannabis e não a legalização de seu uso recreativo. Biden afirmou acreditar que ninguém deveria ser preso por uso da cannabis. Como presidente, ele iria descriminalizar seu uso e automaticamente expurgar penas anteriores. Biden defende o uso da substância para estudos medicinais, deixando a decisão sobre a legalização do uso recreativo para os estados. 
Pena de morte
Em 20 de junho de 2019, após a primeira pena de morte federal desde 2003, Biden se manifestou contra a pena de morte, apoiando a revogação de todas as leias estaduais e federais que defendem a medida. Segundo o candidato democrata, a lei de pena de morte abre a possibilidade de execução de um cidadão inocente mediante uma falha jurídica.

## Significado histórico
- Biden se tornou a pessoa mais velha a ocupar o cargo aos 78 anos (ele seria mais velho que todos os quatro de seus antecessores) e o primeiro presidente nascido durante a Segunda Guerra Mundial.[84][85]
- Biden foi o décimo quinto vice-presidente a se tornar presidente e o décimo a ser eleito como presidente.[86]
- Biden foi o primeiro católico romano a se tornar presidente desde John F. Kennedy.[87][88]